# Wallington Hall

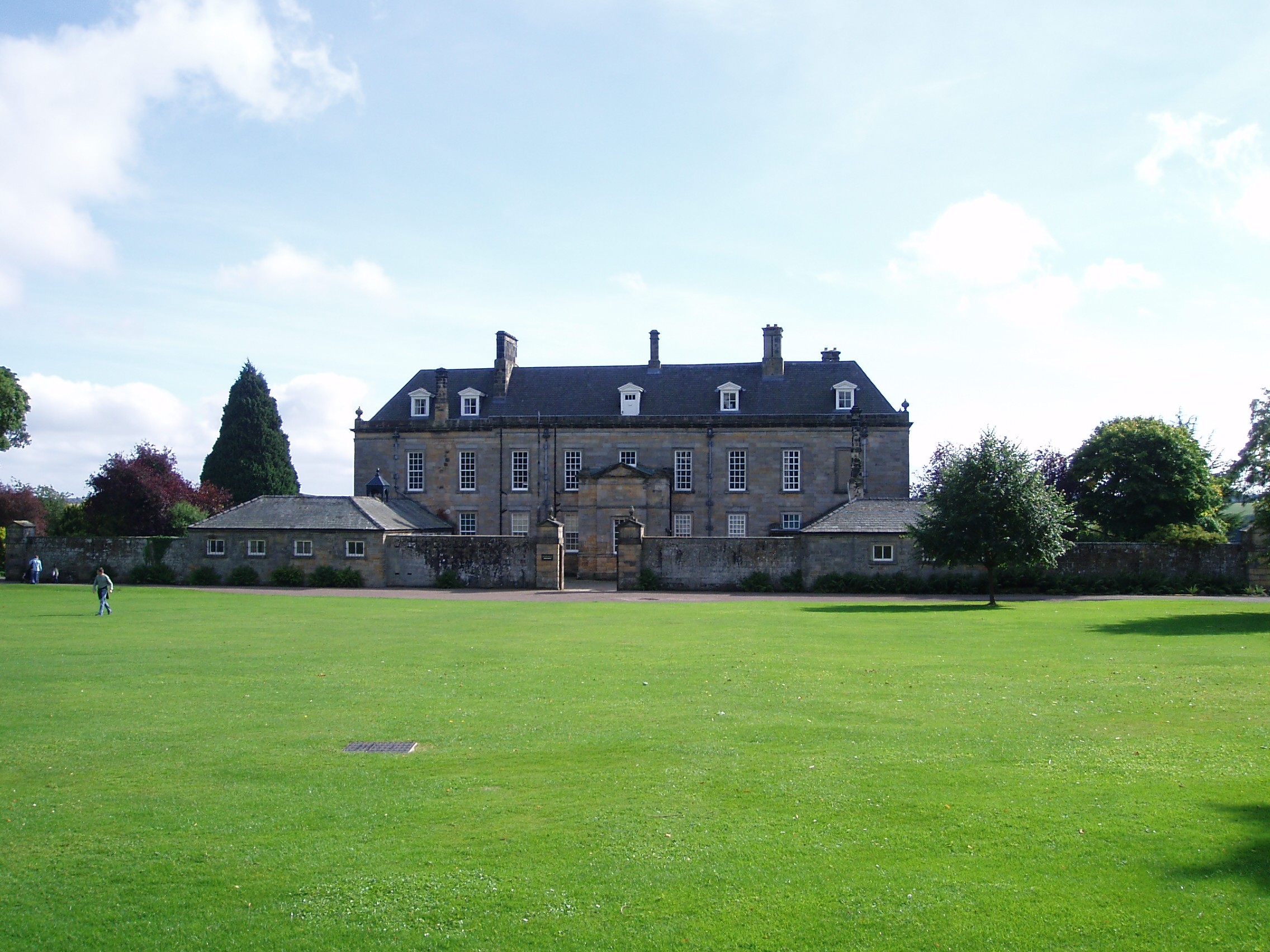
Wallington Hall

Wallington Hall ist ein Landhaus inmitten von Gärten, in der Nähe des Dorfes Cambo, etwa 19 km westlich von Morpeth in der englischen Grafschaft Northumberland. Es gehört seit 1942 dem National Trust, nachdem ihm es der damalige Eigentümer, Sir Charles Philips Trevelyan komplett mit Anwesen und Bauernhöfen überschrieben hatte, die erste Schenkung dieser Art. English Heritage hat es als historisches Gebäude I. Grades gelistet. 2019 wurde Wallington Hall von rund 251.000 Personen besucht. 2024 betrug die Besucherzahl etwa 261.000 Personen.

## Geschichte
Das Anwesen gehörte der Familie Fenwick ab 1475, bis ihre finanzielle Situation sie zum Verkauf an die Familie Blackett zwang. Sir William Blackett ließ das Hallenhaus 1688 um das alte Peel-Tower-Haus neu errichten. Sir Walter Blackett ließ es dann später in wesentlichen Teilen von Architekten Daniel Garret in palladianischem Stil nochmals neu bauen, bevor es 1777 an die Familie Trevelyan fiel. Sir Charles Trevelyan erbte das Anwesen 1928 von seinem Vater, Sir George Otto Trevelyan.
Nachdem Pauline Jermyn den Naturalisten Sir Walter Calverley Trevelyan geheiratet hatte, begannen die beiden, Personen aus Literatur und Wissenschaft als Gäste in das Haus einzuladen. Auch Mitglieder der Präraffaeliten waren in dem kulturellen Zentrum, das Wallington Hall war, zu Gast.
Dem National Trust gehört auch das Anwesen, auf dem das Haus steht. Die Produkte dieser Bauernhöfe wurden zusammen mit anderen landwirtschaftlichen Produkten aus der Region in einem Bauernladen auf dem Anwesen angeboten. Dieser wurde allerdings 2012 geschlossen.

## Beschreibung
In etwa 40 Hektar leicht hügeligem Parkland gelegen verfügte das Anwesen auch ein bewaldetes Tal, Zierseen, Rasenflächen und einen kürzlich renovierten, eingefriedeten Garten.
Neben dem wundervoll möblierten Innenräumen kann man in Wallington Hall den Schreibtisch sehen, an dem Thomas Babington Macauley, Schwager des schillernden Sir Charles Edward Trevellyan seine History of England schrieb, ebenso wie eine große Sammlung alter Puppenhäuser und acht Wandgemälde von William Bell Scott in der Empfangshalle, auf denen die Geschichte von Northumberland abgebildet ist.